# Bitwa pod Negapatam (1782)
Bitwa pod Negapatam – nierozstrzygnięte starcie zbrojne, które miało miejsce  6 lipca 1782, trzecia w serii bitew na Oceanie Indyjskim między eskadrami admirałów Hughesa i Suffrena.
Po bitwie pod Providien, Huges naprawiał okręty w Trincomalee do 23 czerwca, kiedy to popłynął do Negapatam; tam dowiedział się, że jego przeciwnik jest niedaleko, bo w położonym kilka mil dalej Cuddalore. Suffren pojawił się pod brytyjską bazą popołudniem 5 lipca, prowadząc 12 liniowców. Hughes wypłynął z bazy na południe chcąc zyskać pozycję nawietrzną. Następnego dnia o świcie napotkał francuską eskadrę kilka mil po zawietrznej, która na jego podniosła kotwice. Siły były wyrównane (po 11 okrętów liniowych – poprzedniego dnia francuski „Ajax” stracił stengi w szkwale i nie uczestniczył w starciu). Hughes, mając korzystniejszą pozycję, zaatakował Francuzów ok. 11 rano.
W odróżnieniu od poprzedniej bitwy, walka toczyła się w konwencjonalnym szyku liniowym, przy czym tylne okręty nieco odstały od głównego szyku. We wczesnej fazie bitwy, francuski liniowiec „Brillant” stracił grotmaszt i wyszedł z szyku. Około wpół do drugiej, wiatr nagle zmienił kierunek, wiejąc prawie dokładnie z przodu, co spowodowało, że większość okrętów wykonała zwrot (Brytyjczycy w prawo, Francuzi w lewo),  oddalając się od nieprzyjaciela. Wyjątkiem były dwa liniowce francuskie, uszkodzony „Brillant” i „Sévère”, oraz cztery brytyjskie: „Burford”, „Sultan”, „Worcester” i „Eagle”, które skręciły w stronę przeciwną, ku nieprzyjacielowi.
W starciu izolowanych okrętów, dowódca „Sévère” atakowanego przez 2 lub 3 jednostki brytyjskie, uznał opór za bezsensowny i opuścił flagę, w odpowiedzi na co Brytyjczycy wstrzymali ogień. Oficerowie francuskiego liniowca sprzeciwili się decyzji dowódcy, a porucznik Dieu nakazał ponowne podniesienie bandery; Francuzi ostrzelali też nadpływające załogi pryzowe. W międzyczasie z trudem manewrujący „Brillant” dostał się pod ciężki ogień cięższych jednostek brytyjskich i stracił 47 zabitych i 136 rannych, niemal 1/3 załogi.
Hughes nakazał zwrot, by przyjść swoim okrętom z pomocą, ale dwie jednostki sygnalizowały niemożność podjęcia akcji; ostatecznie zdecydował się na zwrot i odejście od przeciwnika. Obie floty ok. 6 wieczór zakotwiczyły przy brzegu, Brytyjczycy koło Negapatam, Francuzi dalej na północ. Następnego dnia Suffren odpłynął ku Cuddalore, by później tego samego miesiąca spotkać się z posiłkami i zaatakować Trincomalee.

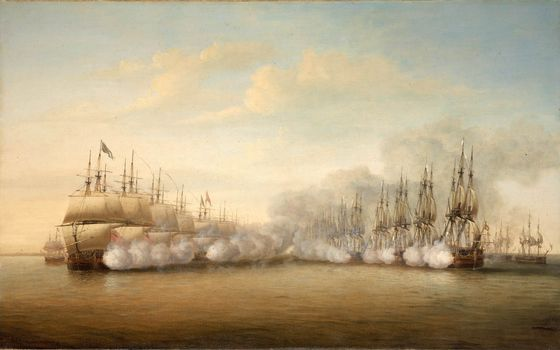
Bitwa pod Negapatam na obrazie Dominica Serresa, 1786

## Skład flot w bitwie pod Negapatam

### Eskadra brytyjska[1]
- „Superb”, 74 działa, Dunbar Maclellan, adm. Edward Hughes
- „Hero”, 74 działa, James Hawker
- „Sultan”, 74  działa, James Watt
- „Burford”, 70 dział, Peter Rainier
- „Monarca”, 70 dział, John Gell
- „Eagle”, 64 działa, Ambrose Reddall
- „Exeter”, 64 działa, Charles Hughes, kom. Richard King
- „Magnanime”, 64 działa, Charles Wolseley
- „Monmouth”, 64 działa, James Alms
- „Worcester”, 64 działa, George Talbot
- „Isis”, 50, dział, Thomas Charles Lumley

### Eskadra francuska[3]
- „Héros”, 74  działa, Suffren
- „Annibal”, 74  działa, de Tromelin
- „Orient, 74  działa, des Pallieres
- „Artésien”, 64  działa, Maurville
- „Brillant”, 64  działa, Saint-Felix
- „Bizarre”, 64  działa, de Lalandelle
- „Sévère”, 64  działa, Cillart
- „Sphinx”, 64  działa, du Chilleau
- „Vengeur”, 64  działa, Forbin
- „Flamand”, 50  działa, de Cuverville
- „Petit-Hannibal”, 50 dział, Morad du Galle
- „Bellone” (fregata)
- „Fine” (fregata)

## Wynik
Brytyjczycy stracili 77 zabitych i 233 rannych, w tym dowódcę okrętu flagowego kmdr. Maclellana, Francuzi, według źródeł angielskich 178 zabitych i 601 rannych, według francuskich – ok. 100 zabitych i 400 rannych (w obydwu przypadkach stanowiło to znaczny odsetek załóg). Hughes zaprotestował przeciwko niehonorowemu zachowaniu „Sévère”. Suffren oświadczył, że flaga spadła przypadkowo zestrzelona, ale dzięki epizodowi mógł się pozbyć Cillarta, odesłanego za karę do Francji i pozbawić komendy dwóch innych opieszałych dowódców